# Bogdány Jakab

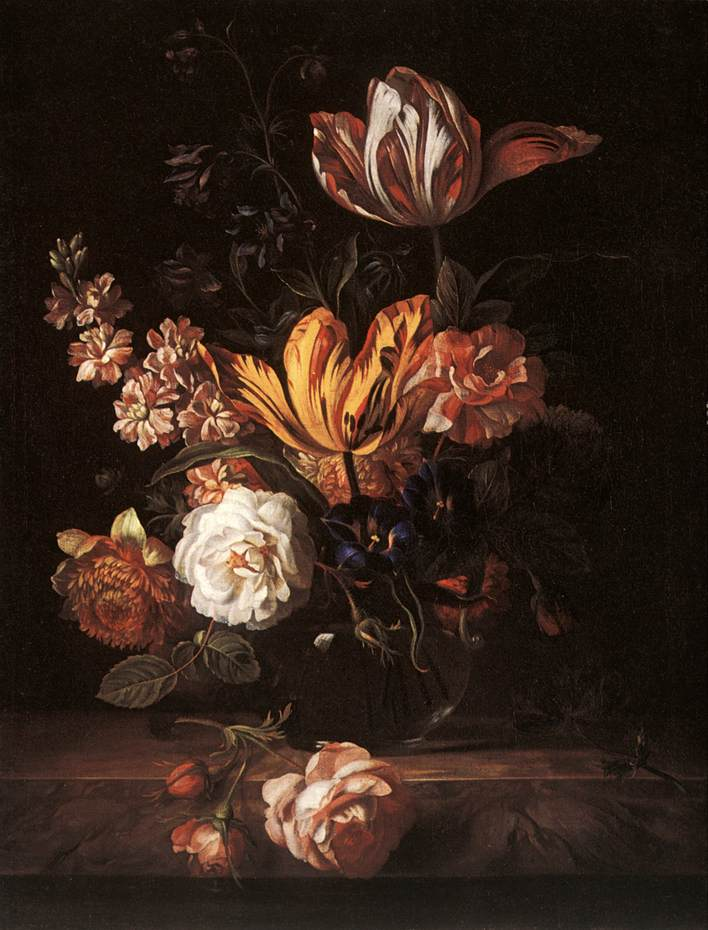
Virágcsendélet

Bogdány Jakab (Eperjes, 1660. — London, 1724. február 11.) magyar festő. Csendélet és állatképfestő. Tanítványa és veje a nagyszebeni származású Stranover Tóbiás festő.

## Életpályája
Képzőművészeti tanulmányokat Bécsben folytatott, 1684-ben Amszterdamba, innen Londonba költözött. Hollandiában Willem van Aelst, Abraham van Beijeren, Melchior d'Hondecoeter, művészete hatott rá. Angliában Jean-Baptiste Monnoyer virágfestményeinek, Francis Barlow, és Marmaduke Cradock állatfestményeinek stílusából tanult, de kiérlelte ő a maga sajátos stílusát a világos színezéssel és a statikus szemlélettel. Nagy sikereket aratott színpompás virág- és madaras csendéleteivel. Az alábbi galériában közvetlenül Madaras csendélet c. képe mutatja az ő kiforrott stílusát, melynek hatása már szinte bársonyos tapintású, kiváló a főúri lakosztályok díszítésére.
1694-től a londoni királyi udvar vezető egyéniségei kezdték foglalkoztatni, II. Mária királynő, Orániai Vilmos és Anna királynő. Mária királynő tükörtermét (Hampton Court-palota) díszítette festményekkel. Bogdány Jakab 1700-ban már angol állampolgár lett. Műveinek többsége angol és holland magángyűjteményekben, továbbá a stockholmi, kasseli, hágai, miskolci múzeumokban található. Van néhány állatfestménye és csendélete a Magyar Nemzeti Galériában és a Magyar Nemzeti Múzeumban, melyek főleg Nemes Marcell nagylelkű ajándékozásának is köszönhetőek.

## Művei az MNG-ból

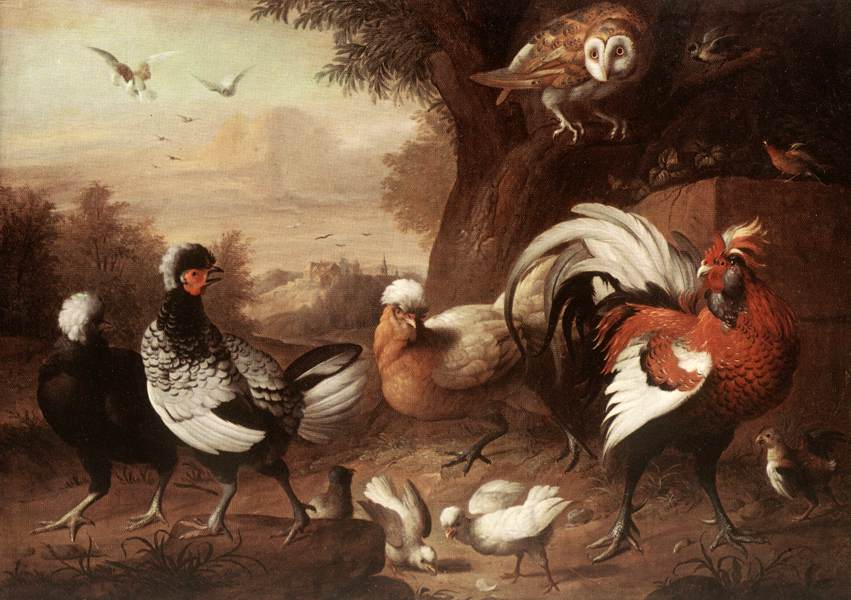
Baromfiak és bagoly
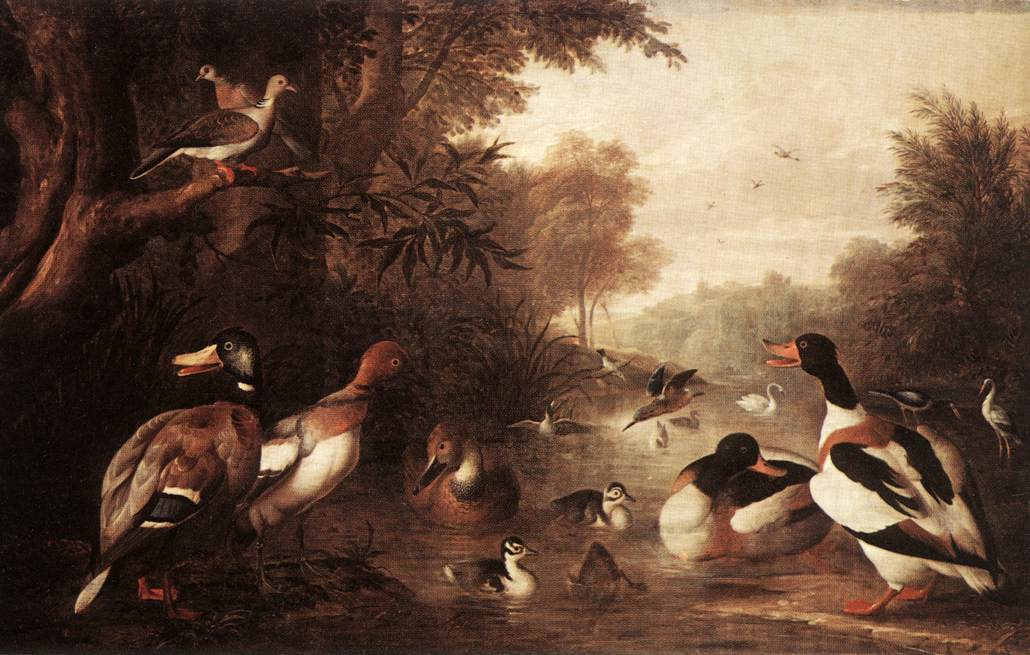
Tájkép kacsákkal
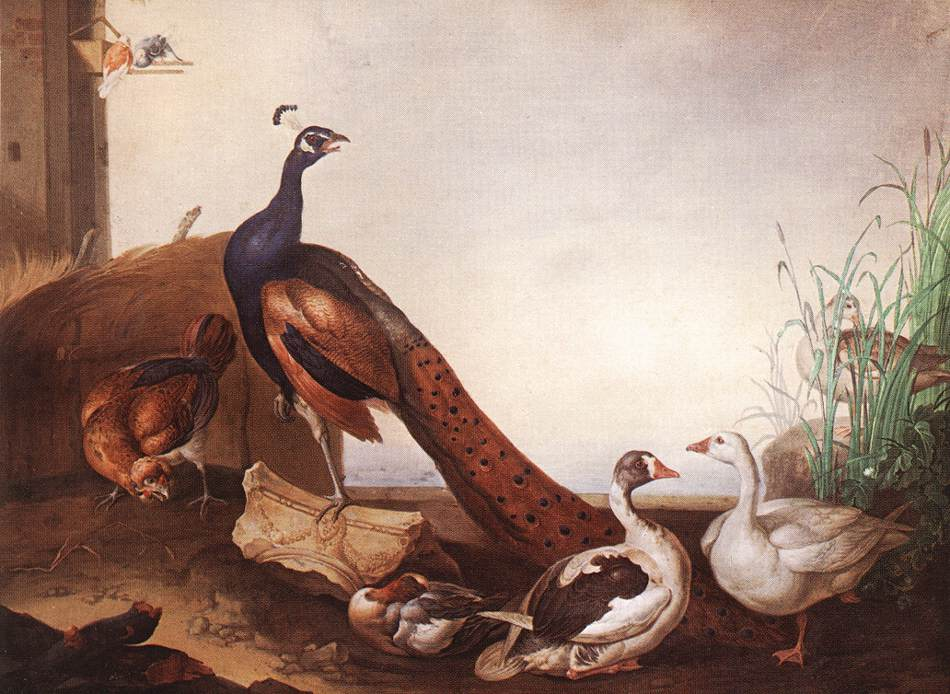
Páva libákkal és tyúkokkal
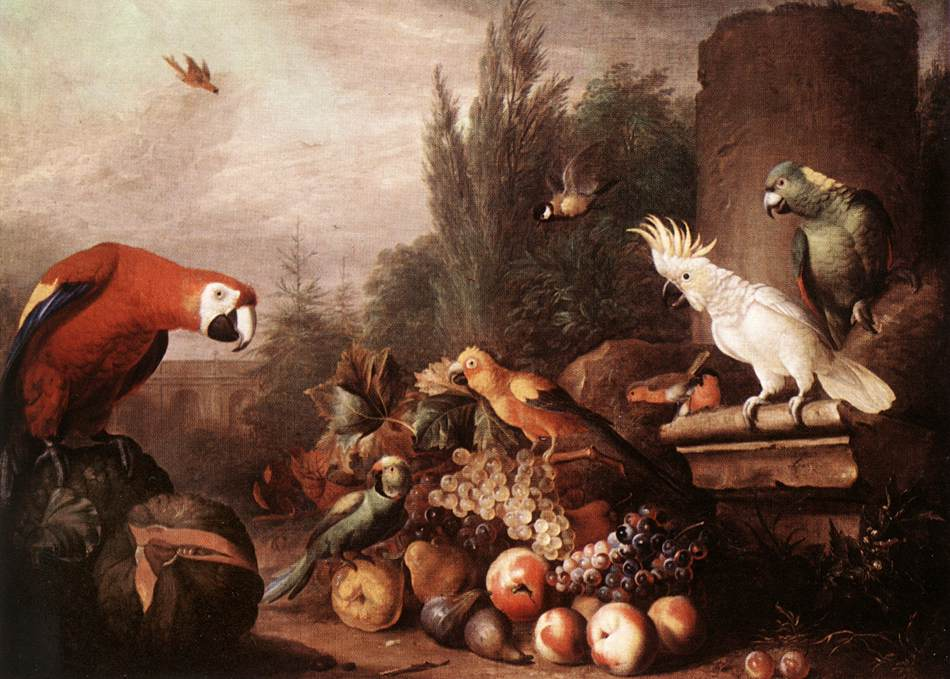
Madaras csendélet